# 디펜스 오브 디 에인션츠
《디펜스 오브 디 에인션츠》(Defense of the Ancients)는 워크래프트 III: 레인 오브 카오스와 워크래프트 III: 프로즌 쓰론의 유즈맵으로 현재까지 멀티플레이어 온라인 배틀 아레나의 대중화에 제일 큰 기여를 한 게임이다. 정식 명칭은 디펜스 오브 디 에인션츠지만, 해외에서는 일찍이 LOL보다도 먼저 인기가 있었다. 다만 한국에서는 유명하지는 못했지만, 카오스라는 맵이 후에 제작되어서 다른의미로 전파되었다. 보편적으로 영문 약칭인 DotA(도타)로 불린다. 더욱 나아가, 이 게임은 카오스라는 유즈맵과, 리그 오브 레전드, 히어로즈 오브 뉴어스, 도타 2, 그리고 블리자드 도타의 기반이 되기도 했다.

## 게임 방식
도타는 총 10명의 플레이어가 참여 가능하며, 레디언트(하단 좌측)과 다이어(상단 우측)의 팀으로 5명씩 나뉘게 된다. 게임이 시작하기 전 자신이 조종할 영웅을 총 104명의 영웅 중 고르게 되고 모든 영웅은 자기만의 개성이 넘치는 기술을 가지고 있다. 모든 영웅의 주 특성은 힘, 민첩, 지능으로 나뉜다. 힘 영웅은 벨런스가 잘 맞고 튼튼한 캐릭터가 많으므로 초보자에게 추천할 만 하다. 민첩 영웅은 튼튼하진 못하지만 후반으로 넘어가면 넘어갈 수록 파괴력이 엄청나게 성장한다. 지능 영웅은 초반부터 중반까지 강력한 기술로 상대방을 견제 및 사살 할 수 있지만, 후반으로 넘어갈수록 약해진다. 게임의 목적은 상대방 진영의 에인션츠(스커지일 시 프로즌 쓰론, 센티널일 시 세계나무)를 파괴시키는 것이다. 이는 주로 적 진영으로 이어지는 3개의 길을 지키는 탑을 파괴해야 가능하다. 양쪽 진영은 규칙적으로 영웅들을 도와줄 '크립'을 소환한다.
AOS류의 게임은 기존의 RTS류의 게임과 확연히 차이가 난다. 보통 RTS 게임은 건물과 자원 채취에 비중을 많이 두지만 ARTS류는 영웅이란 강력한 캐릭터를 더욱더 강하게 하는 것이 목적임으로 건물을 짓는것보단 상대방의 크립과 영웅을 사살하고 탑을 파괴하여 경험치를 획득하고
돈을 번다. 경험치는 레벨 업을 하고 영웅의 기술을 더욱 강력하게 하기 위해 필요하고, 돈은 영웅을 더욱 강력하게 만드는 아이템을 구매하는데 필요하다. 이 기술을 찍는 순서와 아이템의 선택지는 영웅들의 플레이 스타일도 크게 좌지우지한다.

## 영웅의 역할
모든 영웅은 기본적으로 다음 역할 중 한 두 가지를 취하게 된다. 이 역할들은 게임에 공식으로 명칭 된 것이 아니라, 유저들이 자신들의 편의를 위해 개발된 용어들이지만 현재는 이 게임을 즐기는 유저들에선 모르면 안 될 정도로 보편화되어 있다.

#### 탱커
탱커는 Tank, 즉 전차의 단단하며 튼튼한 모습을 비유해 유래되었다. 고로 탱커라 함은 상대방 영웅들 및 탑의 데미지를 견뎌내면서 적진 안으로 뛰어들어 다른 아군을 보호 할 수 있어야 한다. 탱커들은 체력이 어느 정도 높아야 하고, 따라서 체력과 관여되는 힘 특성을 가진 영웅들로 주로 이뤄진다. 또한 탱커들은 주로 상대방 진영을 위협할 수 있는 기술들을 가지고 있다.
이는 주로 장기간의 단일대상, 또는 단기간의 단체대상의 활약을 억제할 수 있는 것을 말한다.

#### 캐리
캐리는 "팀을 이끌어가는 존재"를 의미한다. 즉, 팀을 이끌어 간다는 의미에서 "Carry"에서 유래된 말이고 후반에 성장해서 적들을 제압할 수 있는 영웅을 의미한다. 물론 모든 영웅은 상대방에게 어느정도의 피해를 가할 수 있지만, 지속적으로 꾸준히 피해를 가할 수 있는 영웅들을 말한다. 이들은 주로 대미지와 관련된 스킬이나 적을 죽이기위한 스킬을 가지고 있고, 공격을 강화하거나 짧은 주기로 쓸 수 있는 기술을 통하여 다른 영웅들보다 수월하게 상대방 영웅을 무력화 시킬 수 있다. 이들은 주로 민첩 영웅들로 이뤄져 있다.

#### 누커
누커는 단어는 이들이 입히는 피해를 핵폭탄, 즉 Nuke에 비교하여 주어진 이름이다. 누커들은 다른 영웅들보다 체력과 방어력이 월등히 낮은 편이다. 이들의 주 역할은 게임의 초반부터 중반까지 다른 캐릭들과 비교할 수 없을 정도로 강력한 제압기와 피해를 입히는 기술들로 탱커와 딜러의 성장을 방해하는 것이다. 게임이 길어지면 길어질수록 탱커와 캐리들은 강해지기 때문에 누커들은 게임의 중반까지의 활약이 중요하다.

#### 서포터
서포터는 말그대로 Support를 하는, 즉 아군 영웅을 도와주는 영웅들이다. 서포터들은 주로 자기 자신이 가할 수 있는 피해의 량은 거의 없다 할 정도로 적다. 하지만 이들은 아군을 은신, 치유, 강화시켜 우리편 영웅들이 죽지 않게 도와주는 영웅들이다.

#### 디스에이블러
디스에이블러는 "Disabler"란 뜻으로, 적들을 무력화 시키는 영웅이다. 적을 기절시키는 "Stun", 적을 양으로 변신시키는 "Hex:, 적을 움직이게 하지 못하는 "Intangle", "Web" 수많은 디스에이블 스킬들 중에서 디스에이블러는 한개 혹은 두개의 스킬을 가지고 있으며 영웅들마다 같은 "Stun"인데도 미사일 모양의 스킬이 있고 땅에서 솟아나는 마법(Impale)등이 있어 플레이어의 취향에 따라 고를 수 있다.

## 같이 보기
- 리그 오브 레전드
- 카오스
- 히어로즈 오브 뉴어스
- 도타 2
- 블리자드 올스타즈
- 렐름 오브 타이탄즈
- 가디언스 오브 미들 어스
- 사이퍼즈
- 카오스 온라인